# Westereindflat

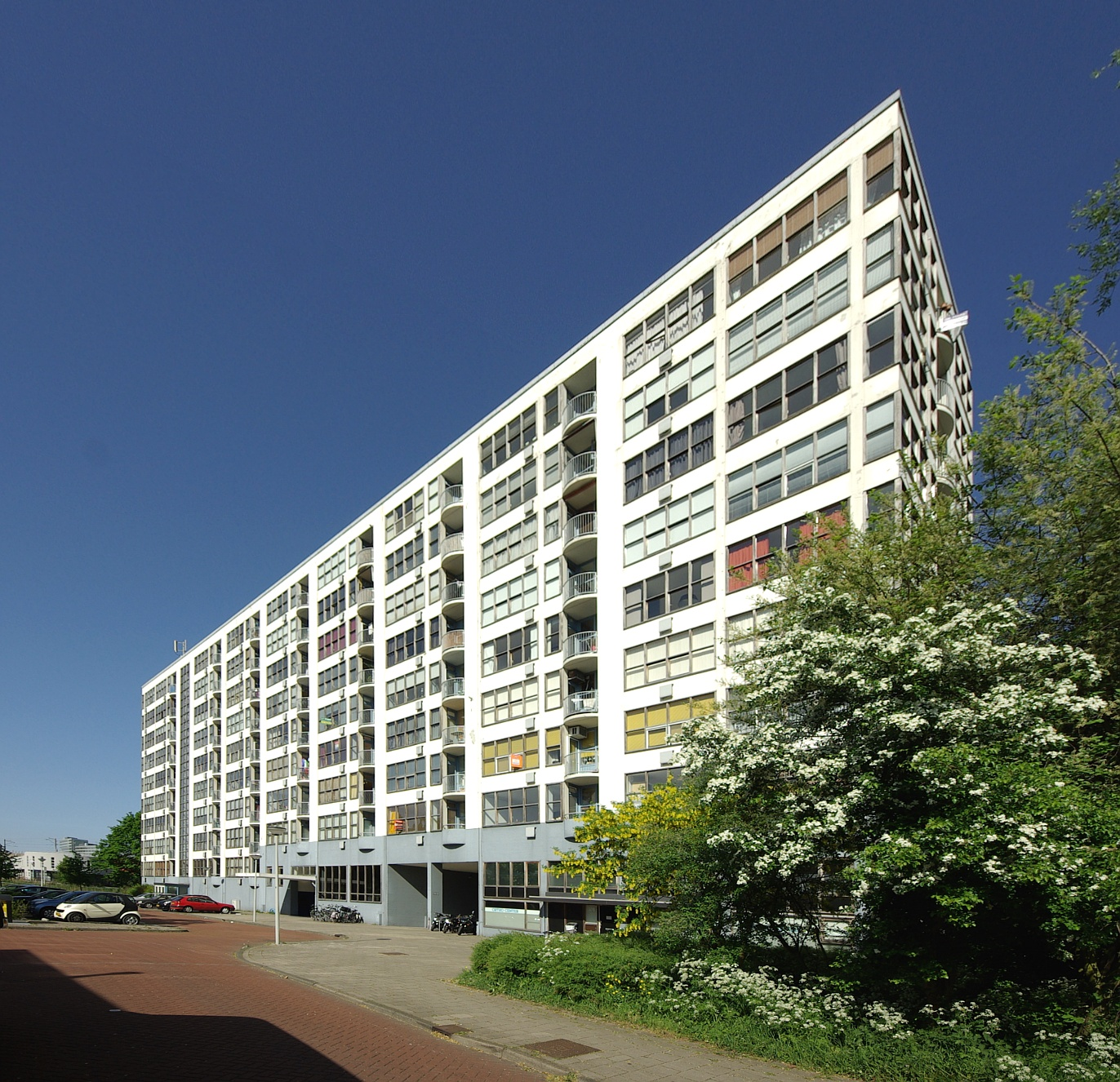
Westereindflat, 2011

Der Westereindflat ist ein Wohnblock an der Harry Koningsbergerstraat im Stadtviertel Slotermeer im Amsterdamer Stadtbezirk Nieuw-West. Er wurde in den Jahren 1956 bis 1957 nach Plänen der Architekten Jan Rietveld und P. R. Bloemsma errichtet. 2007 wurde das Gebäude in die Top 100 der niederländischen Denkmäler 1940–1958 aufgenommen, seit 2010 ist es Rijksmonument.
Das aus Stahlbeton erbaute Haus befindet sich am nordöstlichen Ende des Stadtviertels Slotermeer an exponierter Lage an der Bahnstrecke Amsterdam–Schiphol sowie am Rijksweg N200 und am Autobahnring A10. Der genossenschaftliche Wohnblock hat insgesamt zehn Stockwerke mit ursprünglich 83 Einzimmerwohnungen (32 m²) und 44 Zweizimmerwohnungen (48 m²) für Alleinstehende. Jede der auf neun Stockwerke verteilten Wohnungen verfügt über Küche, Dusche, Balkon und Speicher.
Die Fensterrahmen ragen leicht aus der weißen, weithin sichtbaren Fassade heraus. Die Gestaltung der Hauptfassaden wird an den Seitengiebeln durch einen nahtlosen Übergang in Form von Eckfenstern fortgesetzt. Eine in der ursprünglichen Planung des Architekten vorgesehener gläserne Aula mit Restaurant und Terrasse wurde nicht realisiert und durch Büroräume ersetzt.